# Episode.0
Episode.0 – trzydziesty dziewiąty singel japońskiego artysty Gackta, wydany 13 lipca 2011  roku. Limitowana edycja CD+DVD zawierała dodatkowo teledysk do utworu tytułowego. Singel osiągnął 3 pozycję w rankingu Oricon i pozostał na listach przebojów przez 6 tygodni. Sprzedano 38 571 egzemplarzy.
Episode.0 i Paranoid Doll to dwie piosenki Vocaloid, które zostały wcześniej wybrane przez Gackta w fanowskim konkursie wideo Nico Nico Douga w 2009 roku, z nagrodą 10 milionów jenów. Gackt zapowiedział, że nagra obie piosenki.

## Lista utworów
Wszystkie utwory zostały zaaranżowane przez Tatsuyę Kurauchi (onetrap).
| Nr | Tytuł                          | Słowa               | Kompozycja          | Czas |
| -- | ------------------------------ | ------------------- | ------------------- | ---- |
| 1. | "Episode.0"                    | mathru (KanimisoP)  | mathru (KanimisoP)  | 4:36 |
| 2. | "Paranoid Doll"                | natsu (SCL Project) | natsu (SCL Project) | 4:24 |
| 3. | "Episode.0" (Instrumental)     | mathru (KanimisoP)  | mathru (KanimisoP)  | 4:36 |
| 4. | "Paranoid Doll" (Instrumental) | natsu (SCL Project) | natsu (SCL Project) | 4:24 |

## Notowania
| Lista                       | Pozycja |
| --------------------------- | ------- |
| Oricon Weekly Singles Chart | 3       |
| Billboard Japan Hot 100     | 6       |
| Billboard Hot Singles Sales | 3       |